# Çankaya, Araklı
Çankaya là một thị trấn thuộc huyện Araklı, tỉnh Trabzon, Thổ Nhĩ Kỳ. Dân số thời điểm năm 2011 là 881 người.